# 森広三郎

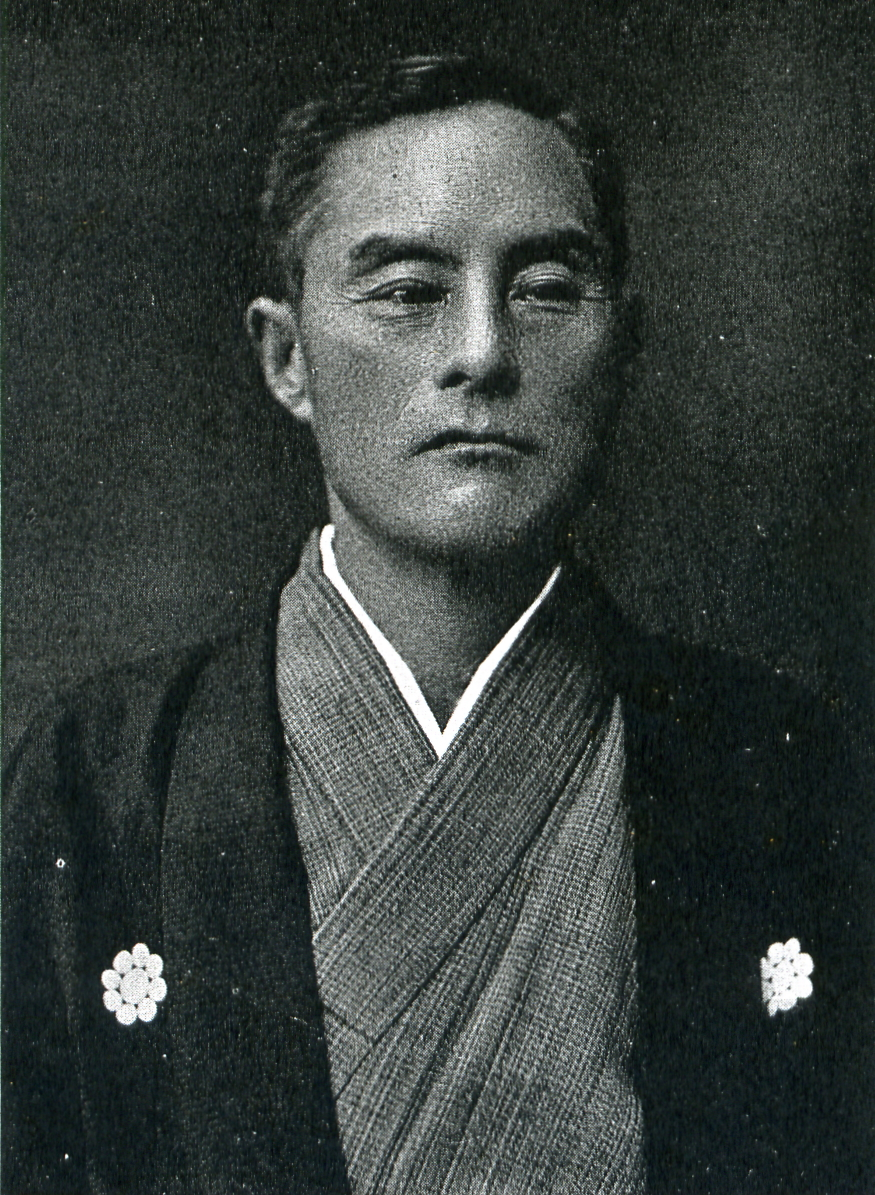
森広三郎

森 広三郎（旧字体：森 廣三郞、もり ひろさぶろう、1871年1月4日（明治3年11月14日）- 1939年（昭和14年）7月13日）は、明治から昭和初期の農業経営者、実業家、政治家。貴族院多額納税者議員。幼名・広輔。

## 経歴
越前国今立郡稲寄村（福井県今立郡稲寄村、国高村稲寄、武生市を経て現越前市）で、豪農、先代・森広三郎の長男として生まれた。1901年（明治34年）8月、家督を相続し広三郎を襲名した。父の反対を受けながらも上京して英吉利法律学校（現中央大学）で学んだが、ついに父の意思に従い中退して帰郷した。
今立郡会議員に就任。1903年（明治36年）9月、福井県会議員に選出され、1905年（明治38年）5月まで在任し、同参事会員も務めた。1904年（明治37年）6月、福井県多額納税者として貴族院多額納税者議員に互選され、同年9月29日に就任し、1911年（明治44年）9月28日まで在任。1925年（大正14年）に再度互選され、同年9月29日から1932年（昭和7年）9月28日まで2期在任した。この間、研究会に所属した。その他、村会議員にも在任した。
実業界では、越前電気社長、日野川水力電気社長、福井銀行取締役、第五十七銀行取締役、福井貯蓄銀行取締役、越前製瓦取締役、大同肥料監査役、新発田貯蓄銀行取締役、東洋化学工業取締役などを務めた。その他、三国電灯、武岡鉄道、福武電気鉄道、鯖江撚糸織物、福井絹糸倉庫、福井人絹倉庫、南越染織、旭精工、大同肥料、日満繊維鉱業、満州豆稈パルプなどの企業の創設などに参画し、産業振興に尽力した。

## 親族
- 長男 森広三郎（武生市長）[1]